# Xarxa ambiental
Xarxes Ambientals (Ambient Networks en anglès) és una solució als actuals problemes d'integració de xarxes per canviar d'una a altra mantenint contacte amb el món exterior. Aquest projecte vol aconseguir desenvolupar una xarxa dirigida per una infraestructura de programari que s'executarà a totes les infraestructures de xarxa actuals o futures per a proveir una forma per a interconnectar dispositius i a través d'ells connectar al món exterior.
El concepte de Xarxes Ambientals prové del projecte "IST Ambient Network", el qual és un projecte de recerca subvencionat per la Comissió Europea anomenat Sixth Framework Programme (FP6).

## El Projecte de Xarxes Ambientals
Ambient Networks és un projecte a gran escala de col·laboració dins el Sixth Framework Program de la Unió Europea, que investiga el futur dels sistemes de comunicacions a través de les xarxes mòbils actuals i de tercera generació. Això és part de la Wireless World Initiative Arxivat 2006-09-09 a Wayback Machine.. El projecte funciona com un nou concepte anomenat Xarxes Ambientals, per a proveir una tecnologia de xarxes mòbils adequades pel futur dels ambients de comunicacions mòbils i sense fils. Les Xarxes Ambientals tenen com a objectiu proveir un concepte de xarxa unificada que es pot adaptar a entorns molt heterogenis de tecnologies de distint radi i serveis i entorns de xarxes. L'objectiu central és facilitar la competitivitat i la cooperació entre diversos agents de mercat definint interfícies, les quals permetin la negociació d'acords. Aquest enfocament va clarament més enllà de l'interfuncionament dels protocols ben definits i s'espera un efecte a llarg termini en els negocis del Món Wireless (Wireless World). Bona part del projecte se centra en el concepte de la composició de xarxes, la qual és un enfocament per a abordar la naturalesa dinàmica de l'entorn. L'enfocament es basa en un marc obert per al control de la funcionalitat de la xarxa, que pot ser estès amb noves capacitats tan bones com operabilitat sobre intraestructures de connexió existents.
- Fase 1: (2004-2005) definició dels fonaments conceptuals. L'entrega D1-5 "Ambient Networks Framework Architecture" Arxivat 2007-09-26 a Wayback Machine. resumeix el treball d'aquesta fase i recopila enllaços cap a altre material rellevant.
- Fase 2: (2006-2007) se centra en aspectes de validació. Una clau del resultat de la fase 2 és un prototipus integrat que s'emprarà per a estudiar la viabilitat del concepte de les Xarxes Ambientals per a un conjunt de situacions típiques de xarxes. El prototipus ACS serà emprat per a provar iterativament els components desenvolupats per al projecte a una implementació real. En paral·lel, el treball està essent continuat, el que proporcionarà una refinada Especificació del Sistema. Aquest document, l'Especificació del sistema, està disponible al web de Ambient Networks Arxivat 2007-10-21 a Wayback Machine.. A més, la estandardització de la composició del concepte està dirigit a 3GPP.

## Interfícies i el seu ús
Els Espai de Control d'Ambient (en anglès: ACS, Ambient Control Space) és l'interior d'una Xarxa Ambiental. Aquest té les funcions a las que es pot accedir i té el control complet dels recursos de la xarxa. La infraestructura de la Xarxa Ambiental no es tracta de nodes, si no de xarxes, encara que, en principi, totes les "xarxes" només poden consistir en un sol node: aquestes "xarxes" necessiten fusionar-se per a formar una xarxa en el sentit original de la paraula. Una establiment de la composició consisteix a la negociació i llavors amb la realització de l'Acord de la Composició. Aquesta fusió pot ser totalment automàtica. La decisió de fusionar o no es decideix emprant polítiques preestablertes.
Hi ha tres interfícies presents per a comunicar-se amb ACS. Aquestes són:
- ANI: Ambient Network Interface (Interfície de Xarxa Ambiental). Si una xarxa vol unir-se, aquesta ha de fer-ho a través d'aquesta interfície.
- ASI: Ambient Service Interface (Interfície de Servei Ambiental). Si s'ha d'accedir a una funció dins l'ACS, s'empra aquesta interfície.
- ARI: Ambient Resource Interface (Interfície de Recursos Ambientals). Si s'ha d'accedir a un recurs de dins la xarxa (p. ex. el volum del tràfic), s'empra aquesta interfície.

Les interfícies s'empren per a amagar l'estructura interna de la xarxa subjacent.
Si dues xarxes es veuen, i decideixen unir-se, es crearà un nou ACS a partir d'ambdós (encara que les dues xarxes tendran el seu propi ACS i interfícies dins el nou ACS global). La nova ACS composta, per descomptat que té la seva pròpia ANI, ASI i ARI i emprarà aquestes interfícies per a fusionar-se amb altres Xarxes Ambientals. Altres opcions per a compondre és no fusionar les dues Xarxes Ambientals (Interfuncionament de Xarxes) o establir un nou ACS virtual que exerceix el control conjunt d'un determinat conjunt donat de recursos compartits (Control de compartició).

## ACS: Entitats Funcionals
Les funcions estan dividides en Entitats Funcionals (en anglès: FEs, Functional Entities). ACS proveeix un marc flexible i extensible per a executar aquests FEs com un sistema distribuït. Exemples:
- Entitat Funcional de Composició (Composition Functional Entity): Control de composició de Xarxes Ambientals
- Portador de la gestió de FEs
- Superposició de la gestió de FEs

Es pot trobar més informació sobre FEs a:
"Ambient Networks Framework Architecture" Arxivat 2007-09-26 a Wayback Machine. i a la darrera versió de "System Description" Arxivat 2007-10-21 a Wayback Machine..

## Exemple de situació
N'Alice té una PAN, una Xarxa d'Àrea Personal en el seu cos: ella té un Bluetooth activat PDA, telèfon mòbil i ordinador portàtil que ella carrega, i tots ells estan encesos, i formant una xarxa. El seu ordinador portàtil també té la capacitat de connectar-se a una WLAN, i el seu mòbil té la capacitat de connectar-se via GPRS, però GPRS és més lent i molt més car per na Alice. Ella s'està movent, i el seu portàtil està descarregant el seu correu emprant la connexió GPRS del mòbil:
Portàtil → (Bluetooth) → Mòbil → (GPRS) → Xarxa del telèfon mòbil
Mentre camina, ella entra a una àrea amb cobertura de WLAN gratuïta (un punt d'accés WI-FI): El seu PAN, ara, decideix immediatament connectar-se al punt d'accés. Això s'anomena "fusió" (en anglès: "merging") de xarxes (entre la del punt d'accés i la del seu PAN). Una vegada la fusió s'hagi completat, la descàrrega del seu correu continua inalterada, però en lloc d'emprar la cara i lenta connexió GPRS, ara està emprant la recentment establerta connexió WLAN. Si ara ella vol navegar pel web amb la seva PDA, la PDA també emprarà la connexió WLAN del portàtil:
PDA→ (Bluetooth) → Portàtil → (WLAN) → Punt d'accés